# Kościół św. Mikołaja w Nowotańcu
Kościół św. Mikołaja w Nowotańcu − świątynia rzymskokatolicka parafii św. Mikołaja w Nowotańcu.

## Historia
Pierwszy kościół w Nowotańcu był wzmiankowany w 1424 roku. Nowy drewniany kościół o konstrukcji w typie haczowskim zbudował i w 1462 roku uposażył parafię Jan Bal, stolnik sanocki. Pierwotnie był to kościół drewniany pw. Najświętszej Marii Panny i św. Mikołaja. W 1468 do parafii nowotanieckiej przyłączono za zgodą biskupa Piotra Chrząstowskiego Bukowsko. W latach 1558–1613 pod wpływem ruchów reformatorskich świątynia służyła protestantom jako zbór kalwiński.
Pożar z 1714 roku zniszczył drewniany kościół, który spłonął z całym wyposażeniem. Nowy murowany kościół w miejscu spalonej świątyni powstał dzięki fundacji rotmistrza Józefa Bukowskiego, i w 1745 roku był konsekrowany przez bpa Wacława Hieronima Sierakowskiego. Kościół otoczony jest murem z kamienia łamanego.
Dzięki staraniom fundatorów 10 lutego 1753 roku przy kościele powstało Bractwo Matki Boskiej Różańcowej skupione przy jej kaplicy, do bractwa tego należał kiedyś cech szewców. Jednak najstarszym bractwem jest założone przez Bernardynów w XVII wieku Bractwo św. Anny, do którego należeli kiedyś rzemieślnicy cechu tkaczy. Wokół kościoła znajdował się do 1784 roku cmentarz grzebalny założony jeszcze w średniowieczu.
W Nagórzanach urodził się Anastazy Pankiewicz – błogosławiony kościoła katolickiego. W parafii prowadzony jest jego kult: nabożeństwo, modlitwa i pieśń ku jego czci, ołtarz z wizerunkiem błogosławionego, w 2007 na chrzcielnicy umieszczono tablicę pamiątkową ustanowioną w 125. rocznicę urodzin, w 2011 ustanowiono cztery witraże z jego podobizną.

## Architektura i wnętrze
Kościół parafialny późnobarokowy, murowany z kamienia łamanego i potynkowany. Plan kościoła oparty na rzucie krzyża łacińskiego, którego ramionami są kaplice. Nawa kościelna na rzucie prostokąta, trójprzęsłowa z kwadratowymi kaplicami przy przęśle wschodnim, od północy kaplica pw. Matki Boskiej Różańcowej, a od południa kaplica pw. św. Anny. Nawa główna połączona jest z przedsionkiem zakrystii. Chór muzyczny wsparty na czterech arkadach filarowych z pilastrami. Pod kaplicą św. Anny niedostępna krypta grobowa rotmistrza Bukowskiego. Wieże świątyni na rzucie kwadratu o silnie zaokrąglonych narożach, z lizenami na osiach ścian, zwieńczone gzymsami i baniastymi hełmami, w XX wieku obitymi blachą. Ołtarz główny z pocz. XX wieku uzupełniony późnobarokowymi ornamentami wykonanymi przez snycerzy krośnieńskich. Chrzcielnica barokowa z I poł. XVII wieku, murowana w kształcie kielicha. W świątyni znajduje się obraz św. Mikołaja z I poł. XVII wieku, gdzie w tle po prawej stronie świętego według tradycji widoczny jest zamek Stanów w Nowotańcu. 
Z zabytków sztuki drukarskiej zachował się mszał rzymski wykonany w Krakowie w 1805, z miedziorytami sygnowanymi przez Gottlieba Wolfganga oraz Georga Wilhelma Salomusmüllera. 
W latach 1906–1908 oraz 1939 świątynia była gruntownie remontowana. W latach 1944–1946 obiekt był dewastowany podczas działań wojennych. W 1946 roku podpalony przez UPA. W 1949 roku świątynia została wyremontowana ponownie.
Dzwonnica kościelna pochodzi z początku XX wieku. 

## Dzwony
W górnej kondygnacji dzwonnicy wiszą obecnie 4 dzwony:
- Syganturka – odlana w 1888 roku w ludwisarni J.Grassmair (została przeniesiona na dzwonnicę, zelektryfikowana i oddana ponownie do użytku 29 stycznia 2025 roku)
- Mały dzwon – odlany prawdopodobnie na początku XX wieku
- Średni dzwon – odlany w 1928 roku w ludwisarni Karola Schwabe w Białej
- Duży dzwon – odlany w 2000 roku w ludwisarni Janusza Felczyńskiego w Przemyślu

W kaplicy w dolnej kondygnacji dzwonnicy stoi pęknięty dzwon z plakietkami przedstawiającymi śś. Zygmunta, Bonifacego i Matkę Boską, został odlany w ludwisarni Johana Sigmunda Weidnera w Krakowie w 1760 roku.

## Osoby związane z parafią[jak?]
- Michał Bal, bernardyn zm. 1496
- Anastazy Pankiewicz, bernardyn, ochrzczony w kościele, zm. 1942
- Eugeniusz Tomaszewski, duchowny, profesor dogmatyki, upamiętniony tablicą pamiątkową w kościele
- Robert Gierlach – śpiewak operowy (bas-baryton) ur. 1969 w Sanoku[4].

## Galeria

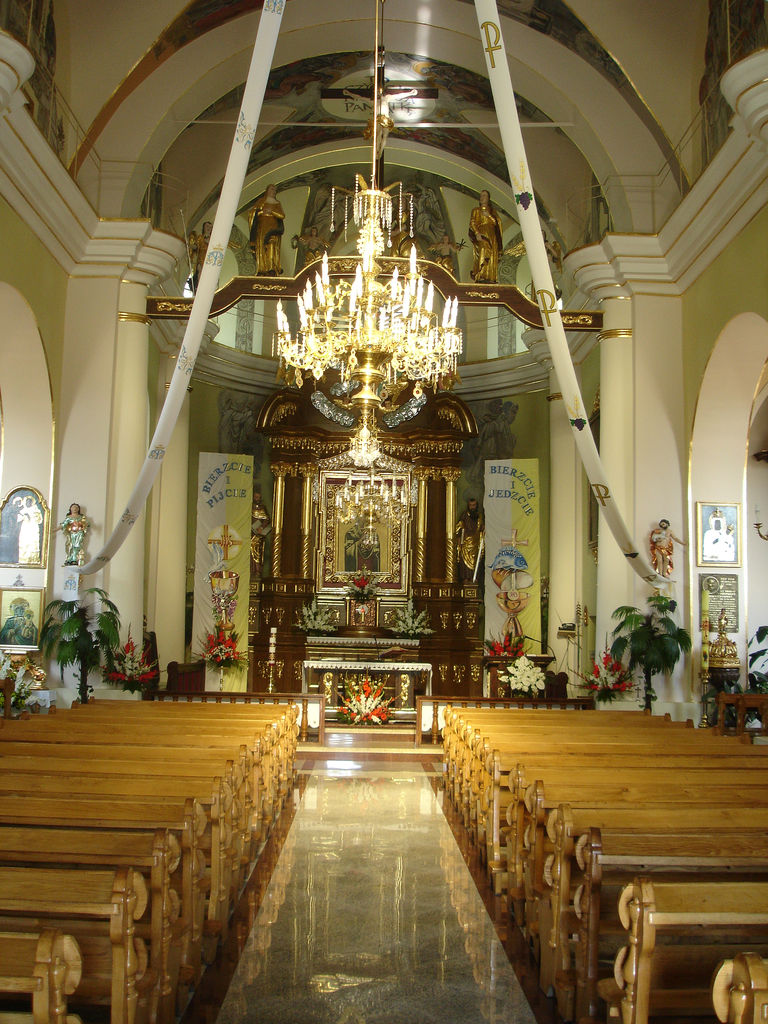
Wnętrze kościoła (2005)
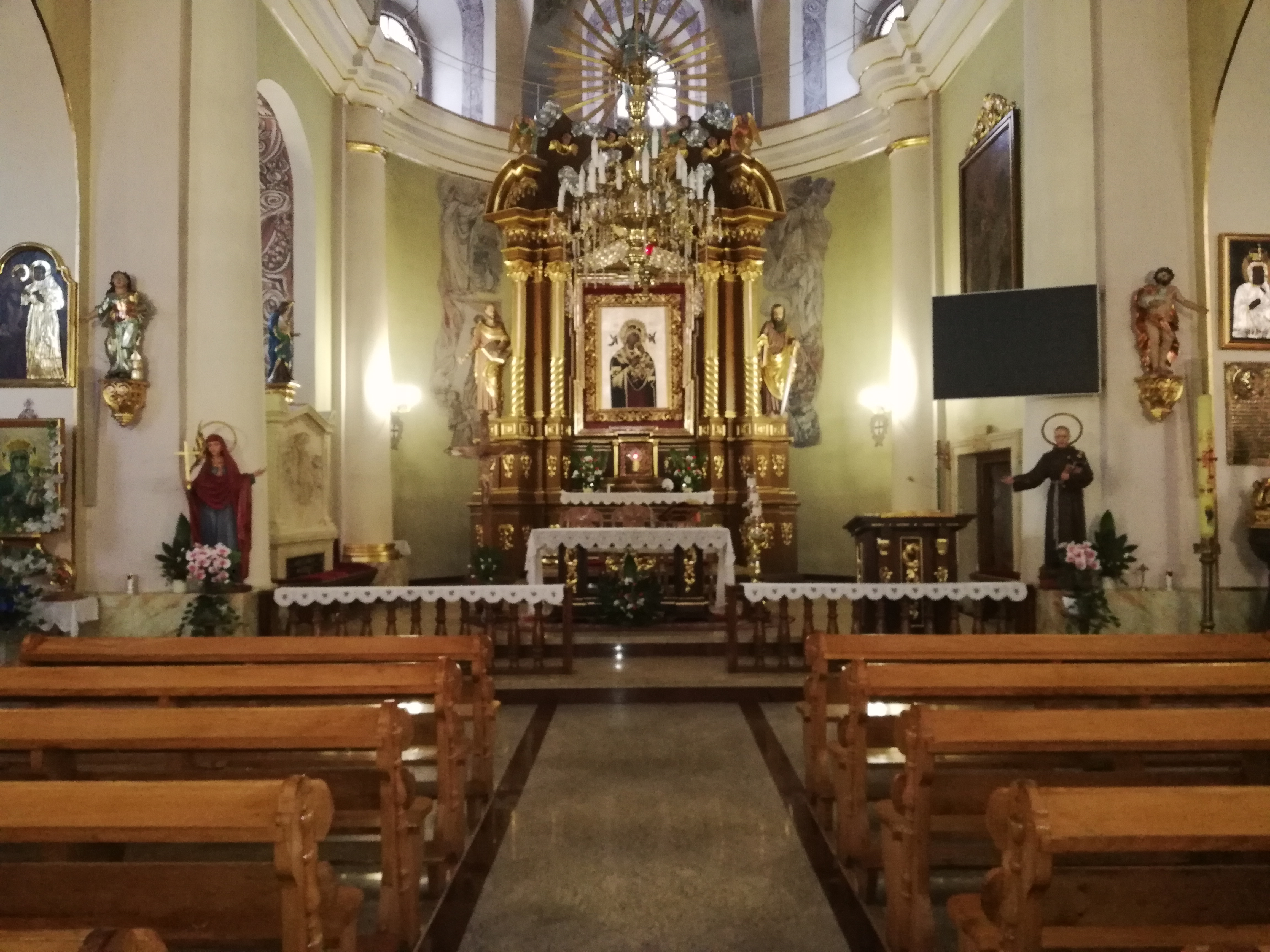
Wnętrze kościoła (2022)
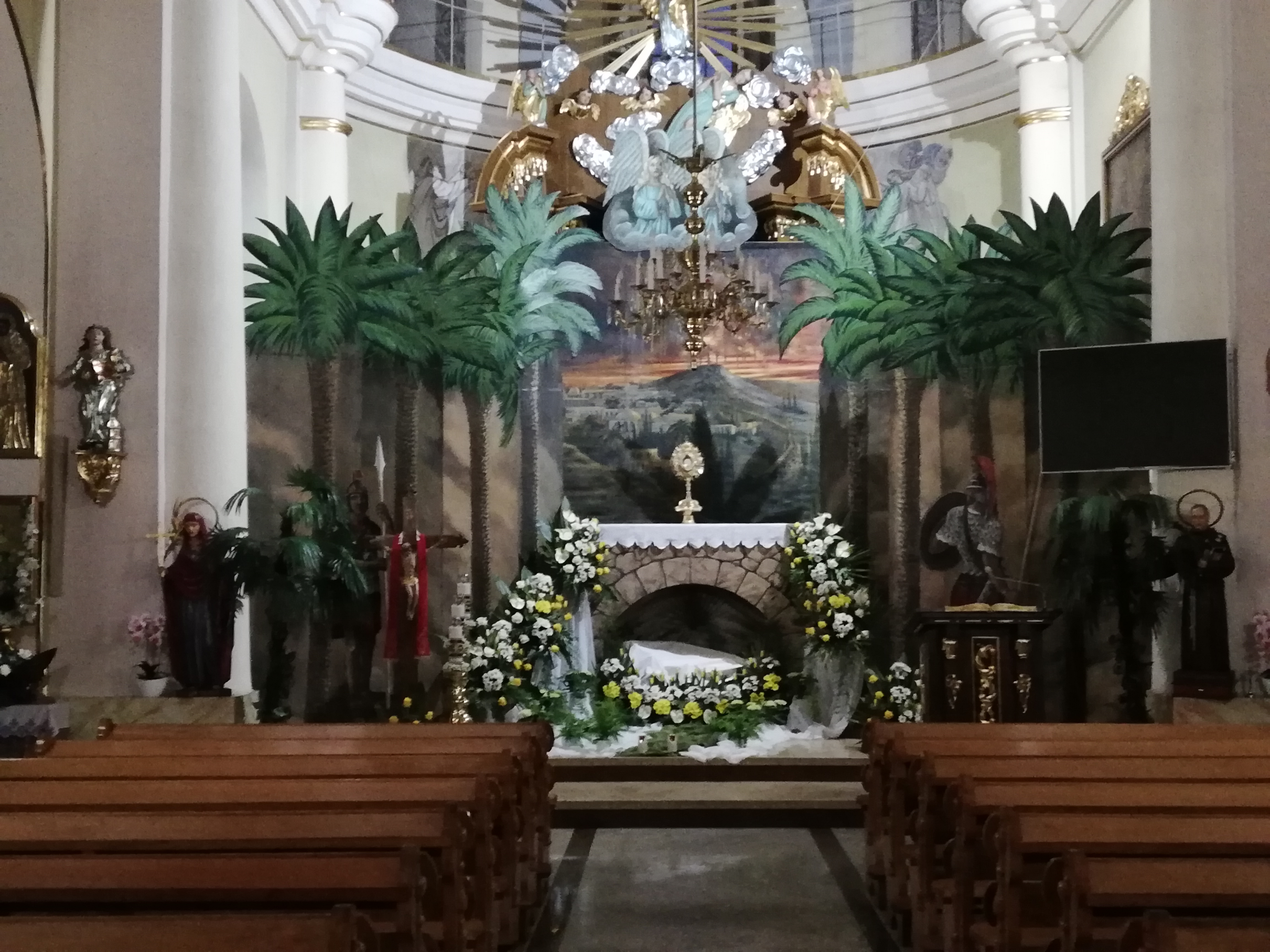
Ołtarz główny i Boży Grób podczas Świąt Wielkanocnych